# Val Ridanna
La val Ridanna (Ridnauntal in tedesco) è una piccola valle lunga 18 km dell'Alto Adige, che parte da Vipiteno, fino ad arrivare alla località Masseria. I principali centri abitati della vallata sono Casateia, Telves, Mareta, Ridanna e Masseria, frazioni di Racines.
La valle è nota per la presenza del Castel Wolfsthurn presso Mareta e per il Museo provinciale delle miniere, allestito presso Masseria, anche se storicamente la zona effettivamente sfruttata era compresa tra la valle di Lazzago ed il villaggio di San Martino a Monteneve (2385 m). Vicino al museo si trova la cappella dei minatori di santa Maddalena a Ridanna.

## Miniere di Ridanna-Monteneve

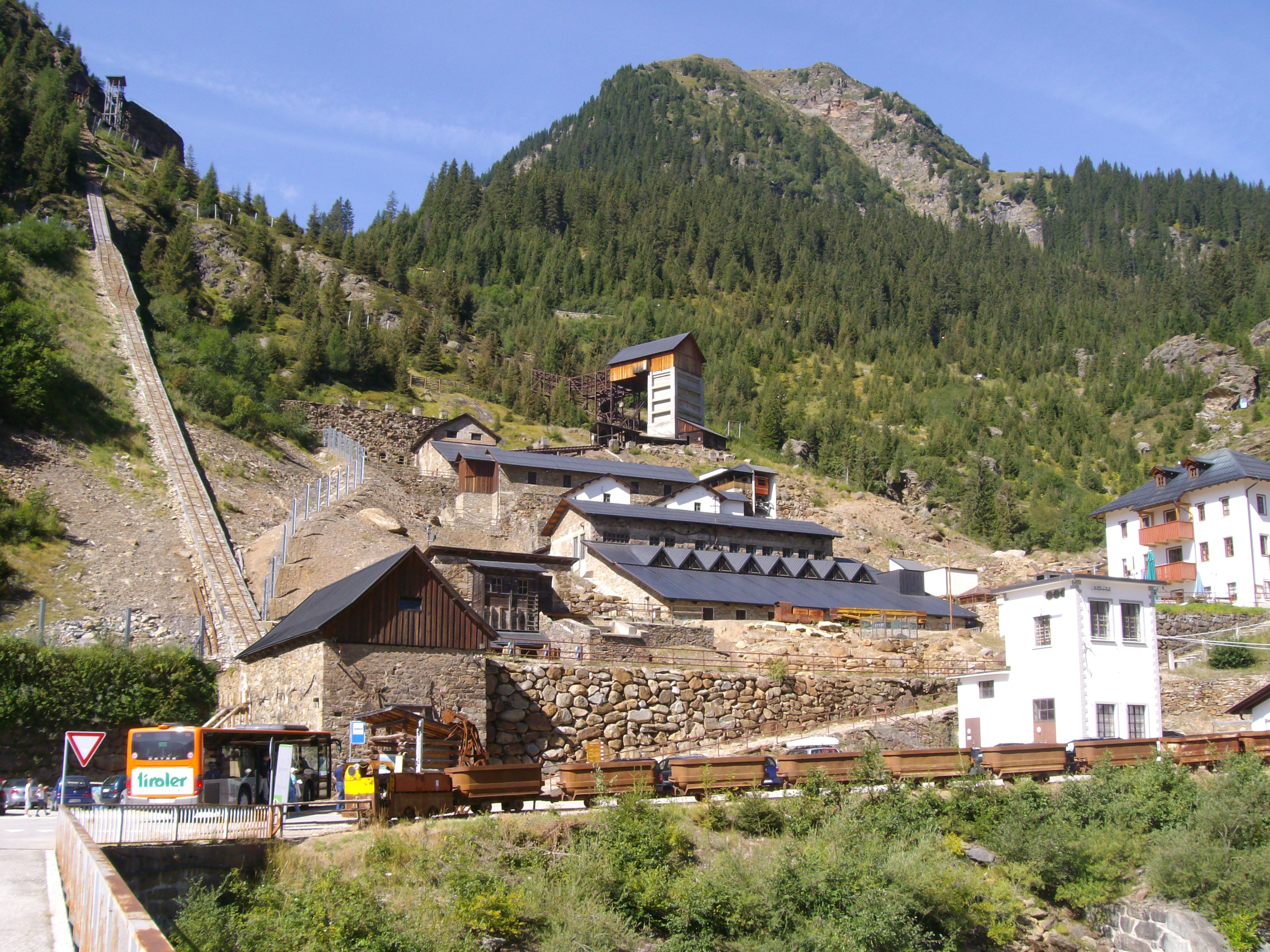
Le strutture esterne delle miniere di Monteneve

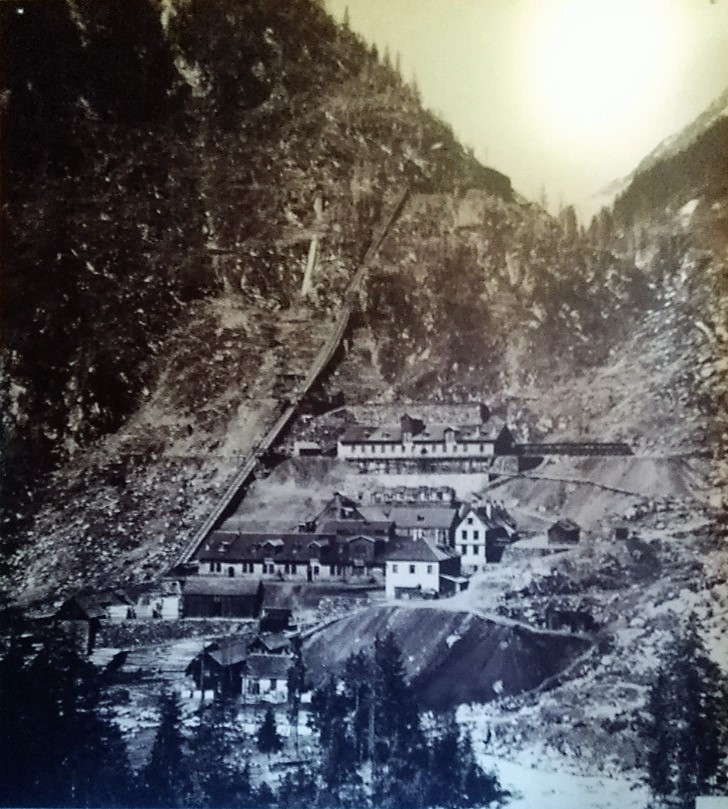
Impianto di trasporto su rotaia in Val Ridanna

Il giacimento minerario di Ridanna-Monteneve, attestato sin dal 1237 come Sneberch (oggi Schneeberg) e attorno al 1500 di proprietà dei Fugger di Augusta con oltre 1000 minatori, è uno dei più alti d'Europa (tra i 2 000 ed i 2500 m s.l.m.) e quello più a lungo produttivo dell'arco alpino (si estraeva argento già dalla fine del XII secolo). Per tale motivo venne costruito un impianto per il trasporto di minerale in Val Ridanna. I numerosi impianti minerari fuori e dentro la montagna, che si erge tra la Val Ridanna e la Val Passiria, sono quasi tutti intatti. 
Verso la fine degli anni 90 è stata allestita una miniera sotterranea didattica a Masseria che dà un'idea della dura vita dei minatori, con la possibilità di effettuare un'escursione sottoterra nelle gallerie in disuso.

## Luoghi d'interesse naturalistico

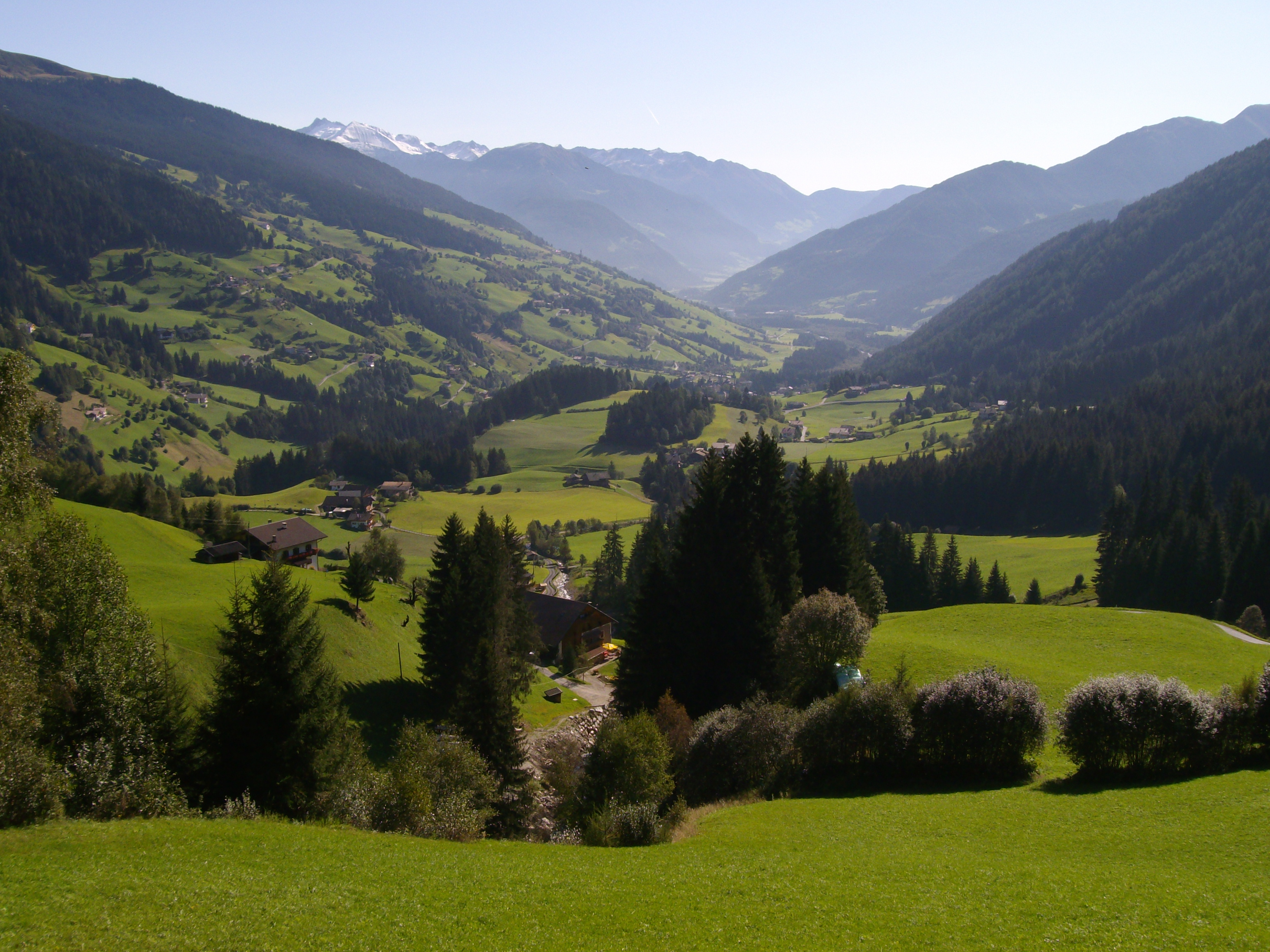
Paesaggio della sezione centrale della val Ridanna

- la gola Achenrainschlucht (fra Untergerine e Mareta)
- le due cascate nella gola Burkhardklamm formate dal torrente Ferner, raggiungibili seguendo il sentiero n. 9 dal museo delle miniere, fino alla centrale elettrica Seebach a 1610 m s.l.m. (45 minuti)
- il giardino delle Rocce (presso Stanga), composto da alcune rocce sopra le quali sono piantati dei cartelli che spiegano alcune caratteristiche della zona[senza fonte].

## Sport

### Calcio
La valle ospita annualmente ritiri pre-campionato di squadre di calcio professionistiche tra le quali Bari, Hellas Verona ed FC Südtirol.

### Sport invernali
Stazione sciistica specializzata nello sci nordico, la Val Ridanna ha ospitato numerose competizioni di biathlon, tra le quali i Mondiali juniores nel 2002, gli Europei nel 1996 e nel 2011 e nel 2018, una tappa della Coppa del Mondo nel 1993 e alcune gare dei Campionati italiani nel 2004, nel 2007 e nel 2012.
La valle ha anche organizzato i Campionati sciistici delle truppe alpine nel 1997 e le gare di sci di fondo dei Campionati italiani nel 2010.